# Marvin Holladay
Marvin „Doc“ Holladay (* 30. Januar 1929 in Chanute, Kansas) ist ein US-amerikanischer Jazzmusiker (Baritonsaxophon, auch Komposition) und Musikethnologe.

## Leben und Wirken
Holladay wuchs in den 1930er-Jahren in einer ländlichen Gemeinde in Kansas auf. Seine Mutter unterstützte seine musikalischen Ambitionen, und er begann früh, regelmäßig als professioneller Musiker zu arbeiten. Mitte der 1940er-Jahre verließ er die High School, studierte Musikpädagogik an der Phillips University in Enid, und wurde zur Armee eingezogen, wo er sich mit dem Baritonsaxophonisten Pepper Adams anfreundete und mit ihm zusammenarbeitete.
Anschließend besuchte Holladay die Naval School of Music in Virginia, wo er Cannonball und Nat Adderley kennenlernte und mit ihnen auftrat. Häufig reiste er nach New York City, um Kontakte zu den Musikern zu knüpfen, mit denen er später spielen sollte. Schließlich kehrte er in den Südwesten zurück, unterrichtete Highschool-Musikklassen in Texas, freundete sich mit dem legendären Saxophonisten John Hardee an und landete in Denver, wo er Mitglied des Jomar Dagron Quartetts mit dem Schlagzeuger Jo Jo Williams, dem Keyboarder Dagwood Walton und dem Saxophonisten Ron Washington war. Als er sich dann in New York City niederließ, begann er seinen Aufenthalt als angesehener und aktiver Sideman und wurde 1961 in der Kritikerumfrage des Down Beat in der Kategorie Baritonsaxophon als New Star-Talent, das größere Anerkennung verdient, platziert.
Freiberuflich war Holladay als Saxophonist ab den 1950er-Jahren bei Stan Kenton, Woody Herman, Nat King Cole, Jimmy Smith, Oscar Peterson, im Thad Jones/Mel Lewis Orchestra, Duke Ellington Orchestra und in der Dizzy Gillespie Big Band. Unter eigenen Namen legte er in späteren Jahren die beiden Alben Sweetness and Light (1998) und Wings for the Spirit (2002) vor. Im Bereich des Jazz war er laut Tom Lord zwischen 1959 und 1998 an 45 Aufnahmesessions beteiligt, u. a. auch mit The Four Freshmen und mit Brother Jack McDuff/Benny Golson Big Band.
Nachdem Holladay lange als freiberuflicher Jazzmusiker seinen Lebensunterhalt verdient hatte, begann er nach der Geburt seines zweiten Kindes mit der Graduiertenarbeit und während seines Studiums an der Yale University begann er, sich für Weltmusik zu interessieren. Holladay erwarb an der Wesleyan University 1972 einen Ph.D. in Musikethnologie. Anschließend wirkte er als erster Leiter des Jazz- und Weltmusikstudiengangs an der Oakland University (1972–1988), wo er Musiker wie Regina Carter und Walt Szymanski ausbildete. Halloday, der seine späteren Jahre in Equador verbrachte, veröffentlichte 2000 die Autobiografie Live, on the Fence bei George Ronald/Oxford Press.

## Diskographische Hinweise
- Sweetness and Light (Consolidated Artists, um 1998), mit Eliot Wadopian, Byron Hedgepeth, Ozzie Orengo